# Diego de Aguilar
Diego de Aguilar – hiszpański malarz barokowy aktywny zawodowo w Toledo na początku XVII wieku. Jego ojciec o takim samym imieniu i nazwisku również był malarzem.